# PGC 43319
LEDA/PGC 43319 ist eine Spiralgalaxie vom Hubble-Typ SA(s)a: im Sternbild Jungfrau auf der Ekliptik. Sie ist schätzungsweise 168 Millionen Lichtjahre von der Milchstraße entfernt und hat einen Durchmesser von etwa 95.000 Lichtjahren. Vom Sonnensystem aus entfernt sich das Objekt mit einer errechneten Radialgeschwindigkeit von näherungsweise 3.900 Kilometern pro Sekunde. Die Typ-Ia Supernova SN 2007N wurde hier beobachtet.
Im selben Himmelsareal befinden sich unter anderem die Galaxien NGC 4703, NGC 4716, PGC 43343, PGC 183301.